# Страховая медицинская организация
Страховая медицинская организация (СМО) — юридическое лицо, участвующее в системе обязательного медицинского страхования (ОМС), имеющее лицензию органа страхового надзора и наделенное отдельными полномочиями страховщика ОМС. В России, согласно действующему законодательству, основными задачами СМО являются организация и финансирование медицинской помощи застрахованным гражданам, осуществление контроля за объемом, сроками и качеством медицинских и иных услуг на основании договора о финансовом обеспечении обязательного медицинского страхования. По закону, медицинское страхование является исключительным видом деятельности для СМО, любые другие виды деятельности для неё запрещены.

## Права страховой медицинской организации
- право на выбор медицинских учреждений для оказания медицинской помощи и услуг по договорам медицинского страхования;
- право на участие в аккредитации медицинских учреждений;
- право на установление размера страховых взносов по добровольному медицинскому страхованию;
- право принимать участие в определении тарифов на медицинские услуги;
- право предъявления в судебном порядке иска медицинскому учреждению о возмещении ущерба, причиненного застрахованному по их вине.

## Обязанности страховой медицинской организации
- удовлетворение необходимым требованиям для осуществления деятельности (получение лицензии);
- выдача страхователю или застрахованному страхового медицинского полиса;
- контроль объёма, сроков и качества медицинской помощи в соответствии с условиями договора;
- защита интересов застрахованных;
- заключение договоров с медицинскими учреждениями на оказание медицинской помощи застрахованным по ОМС (для ОМС);
- заключение договора на оказание медицинских, оздоровительных и социальных услуг гражданам по ДМС с любыми медицинскими и иными учреждениями (для ДМС);
- осуществление возврата части страховых взносов страхователю или застрахованному, если это предусмотрено договором ДМС.

## Ответственность страховой медицинской организации
Страховая медицинская организация за неисполнение или ненадлежащее исполнение своих обязательств по договорам с медицинским учреждением и страхователями несёт финансовую ответственность (для ОМС — со стороны Территориального фонда ОМС в том числе)

## Крупнейшие страховые медицинские организации в РФ
Согласно данным, опубликованным Банком России, на долю десяти крупнейших СМО в 2017 году пришлось 82,6% застрахованных граждан РФ.
Компании-лидеры по ОМС по итогам 2017 года
| №  | Наименование         | Средства, предназначенные для оплаты медицинской помощи, млн руб. | Доля, % | Оплата медицинской помощи, оказанной застрахованным лицам, млн руб. | Доля, % | Число застрахованных лиц , тыс.чел. | Доля, % |
| -- | -------------------- | ----------------------------------------------------------------- | ------- | ------------------------------------------------------------------- | ------- | ----------------------------------- | ------- |
| 1  | Капитал МС           | 235 390                                                           | 15,2    | 223 994                                                             | 15,1    |                                     | 15,0    |
| 2  | СОГАЗ-Мед            | 224 607                                                           | 14,6    | 213 118                                                             | 14,3    | 18 890                              | 12,9    |
| 3  | ВТБ МС               | 213 940                                                           | 13,9    | 203 492                                                             | 13,7    | 23 907                              | 16,3    |
| 4  | МАКС-М               | 192 148                                                           | 12,4    | 188 682                                                             | 12,7    | 18 593                              | 12,7    |
| 5  | АльфаСтрахование-ОМС | 145 842                                                           | 9,4     | 141 382                                                             | 9,5     | 14 686                              | 10,0    |
| 6  | РЕСО-Мед             | 71 983                                                            | 4,7     | 70 253                                                              | 4,7     | 6 546                               | 4,5     |
| 7  | Ингосстрах-М         | 62 465                                                            | 4,0     | 60 739                                                              | 4,1     | 6 476                               | 4,4     |
| 8  | Спасские ворота-М    | 43 152                                                            | 2,8     | 41 854                                                              | 2,8     | 3 378                               | 2,3     |
| 9  | Астрамед-МС          | 34 115                                                            | 2,2     | 33 552                                                              | 2,3     | 3 519                               | 2,4     |
| 10 | МСК УралСиб          | 32 347                                                            | 2,1     | 31 848                                                              | 2,1     | 2 884                               | 2,0     |
|    | Итого по ТОП-10      | 1 255 991                                                         | 81,4    | 1 208 914                                                           | 81,3    | 120 880                             | 82,6    |
|    | Всего по РФ          | 1 543 672                                                         | 100,0   | 1 486 758                                                           | 100,0   | 146 408                             | 100,0   |